# Csurgónagymarton
Csurgónagymarton község Somogy vármegyében, a Csurgói járásban, a Zalai-dombságban, a Zalaapáti-hát területén.

## Fekvése
Csurgó várostól 4 kilométerre északra, erdővel borított dombok között fekszik.
A további, közvetlenül határos települések: észak felől Iharos, délnyugat felől Porrogszentkirály, nyugat felől pedig Porrog. Kelet és dél felől Csurgóhoz tartozó területek határolják, északkelet felől pedig a legközelebbi település Somogycsicsó – az oda vezető bekötőút is e község északi szélén indul –, de a közigazgatási területeik nem érintkeznek.

### Megközelítése
Csak közúton érhető el, a Berzencétől Csurgón át Iharosberényig húzódó 6819-es útból Csurgó északi szélén kiágazó 68 112-es számú mellékúton.
Vasútvonal nem érinti, a legközelebbi vasúti csatlakozási lehetőséget a Dombóvár–Gyékényes-vasútvonal Csurgó vasútállomása kínálja, néhány kilométerre délre.

## Története
Nevével először 1367-ben keltezett okiratban találkozhatunk a vránai perjelség birtokai között. 
1472-ben Kisfaludi János nyerte adományul, Kisújlak-pusztával együtt. 1536-ban Drághy Miklós, 1550-ben Török József, 1598-99-ben Zrinyi György és 1626-ban és 1660-ban is a Zrinyi család birtoka volt. 1715-ben 10 háztartását írták össze és ekkor őrgróf Turinetti Herkules József Lajos volt itt a birtokos. 1733-ban és 1767-ben Festetics Kristóf, később herczeg Festetics Tassiló volt itt a nagyobb birtokos.
A 18. századtól a református gyülekezetről találhatunk adatokat. Ma műemléki védelem alatt álló templomát 1841-ben szentelték fel és pár éve újították fel. A falu legszebb épülete az 1995-ben átadott közösségi ház. A településhez tartozik Ágneslak, az ország egyik legszebb arborétuma. A 30 hektáros terület egy félsziget, melyet halastavak vesznek körül. 1920-25 között Metzly Kamill mintegy száz fafajt telepített ide. Nevét Inkey Pál feleségéről, Stankowszky Ágnesről kapta. Az egykori erdészlak ma vadászház.
A községben 2007-ben 152 fő élt és összesen 84 lakás volt.

## Közélete

### Polgármesterei
- 1990–1994: Kokas Zoltán (MDF)[5]
- 1994–1998: Csire Istvánné (független)[6]
- 1998–2002: Csire Istvánné (Somogyért Egyesület)[7]
- 2002–2006: Csire Istvánné (független)[8]
- 2006–2010: Csire Istvánné (független)[9]
- 2010–2012: Csire Istvánné (független)[10]
- 2013–2014: Füstösné Fukszár Márta (független)[11]
- 2014–2019: Kiss Ferenc (független)[12]
- 2019–2024: Kiss Ferenc (független)[13]
- 2024– : Kiss Ferenc (független)[1]

A településen 2013. február 24-én időközi polgármester-választást kellett tartani, az előző polgármester lemondása miatt.

## Népesség
A település népességének változása:
| Lakosok száma | 154  | 152  | 154  | 162  | 142  | 165  | 160  |
|               | 2013 | 2014 | 2015 | 2021 | 2022 | 2023 | 2024 |

A 2011-es népszámlálás során a lakosok 98%-a magyarnak, 3,4% cigánynak mondta magát (2% nem nyilatkozott; a kettős identitások miatt a végösszeg nagyobb lehet 100%-nál). A vallási megoszlás a következő volt: római katolikus 52%, református 30,4%, evangélikus 8,1%, felekezet nélküli 3,4% (4,7% nem nyilatkozott).
2022-ben a lakosság 93%-a vallotta magát magyarnak, 3,5% cigánynak, 0,7% egyéb, nem hazai nemzetiségűnek (7% nem nyilatkozott; a kettős identitások miatt a végösszeg nagyobb lehet 100%-nál). Vallásuk szerint 27,5% volt római katolikus, 21,1% református, 2,8% evangélikus, 2,8% egyéb keresztény, 0,7% egyéb katolikus, 6,3% felekezeten kívüli (38% nem válaszolt).

## Nevezetességei
- Itt rendezik meg minden évben - az augusztusi Szent István-napi búcsúkor - a kétes hírnévvel járó kakasütést.

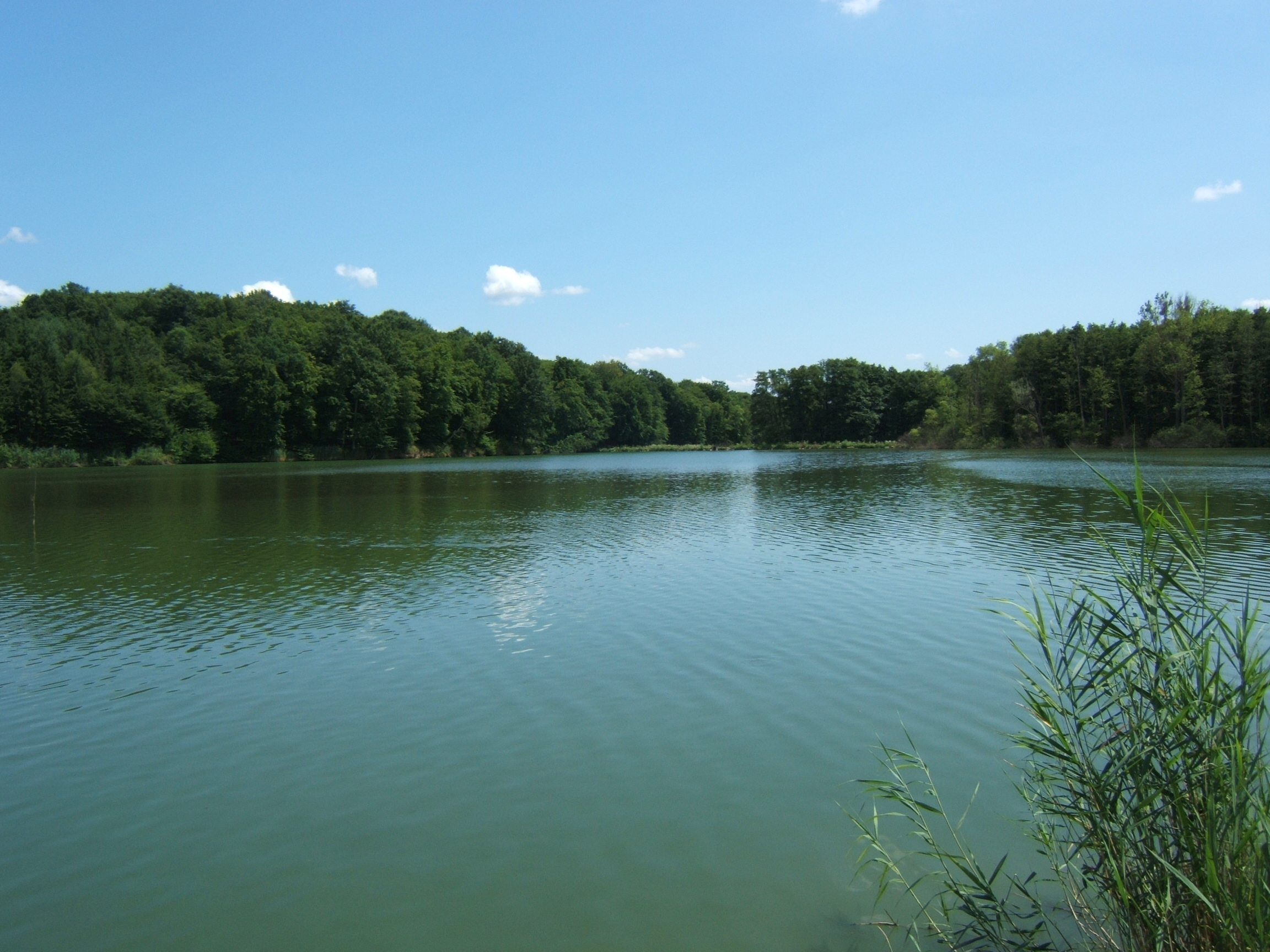
Tó Ágneslakon

## Érdekességek a településsel kapcsolatban
- Nyilvánvalóan a település neve ihlette meg Dévényi Tibor biokémikust, sci-fi írót, amikor A Tökéletes Robot című tudományos-fantasztikus kisregénye egyik főszereplőjének, a Nemzeti Robotikai Intézet igazgatójának a Csurgó Nagy Márton nevet adta.